# Schaghticoke
Ne doit pas être confondu avec Schaghticoke (ville, New York).
Schaghticoke est un village du comté de Rensselaer dans l'État de New York aux États-Unis. La population était de 592 lors du recensement de 2010.

## Géographie

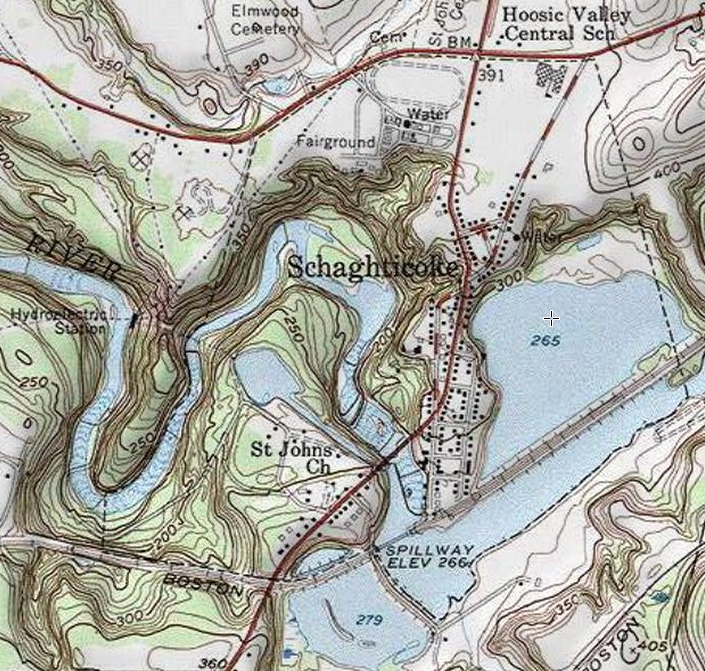
Village de Schaghticoke.

Le village de Schaghticoke se trouve dans la ville du même nom, près de sa limite est. Schaghticoke est à environ 30 km à l'ouest des montagnes Vertes.

## Histoire
À l'époque coloniale, les Amérindiens de Schaghticoke incluaient un groupe varié composé de Mohicans et de membres de plusieurs tribus de la Nouvelle-Angleterre qui avaient migré loin des colonies anglo-européennes, comprenant des Abénaquis, des Cahoos, des Pennacooks, des Wampanoags, des Narragansetts, des Sokokis, des Nipmucks et autres. Leurs sociétés avaient diminué en raison d'un taux élevé de décès dus à l'arrivée de nouvelles maladies infectieuses, et pour lesquelles ils n'avaient aucune immunité. Le gouverneur Edmund Andros encouragea l'accueil des réfugiés afin d'éviter qu'ils ne s'installent en Nouvelle-France. 
Ce groupe mixte de réfugiés, qui a été parfois fort de 1 000 hommes, furent les Amérindiens dominants de la région dans les années 1640-1750. Alors qu'ils devaient payer un tribut aux Iroquois à l'ouest, ils pouvait contrôler leur propre territoire à cet endroit. Vers 1750, la majorité des terres avait été vendue à des colons européens. Lorsque les derniers groupes installés à Schaghticoke émigrèrent vers le nord à la baie Missisquoi, aux missions d'Odanak, Wôlinak et autres endroits sécuritaires  pour échapper à l'empiètement européen, les Iroquois ont revendiqué les terres qui restaient. Le village fut complètement déserté vers 1750. Les colons anglais ont nommé le village « Harts Falls ». Il a été incorporé sous ce nom en 1867. En 1881, il fut réincorporé sous le nom de « Schaghticoke ».